# Кухарж, Йозеф
Йозеф Кухарж (чеш. Josef Kuchař; 25 сентября 1846 — 26 мая 1926) — чешский поэт.
Стихотворения Кухаржа были собраны в сборниках «Basně» (1869), «Za soumraku» (1871), «Chyžka» (1881 и 1893), «Ze zašlych a novych dob» (1885), «Cestou životem» (1890), «Narodní píseň» (1894); отдельно издан рассказ «Pašerova Anežka» (1895) и др.